# Givrand
Givrand là một xã ở tỉnh Vendée trong vùng Pays de la Loire, Pháp. Xã này có diện tích 11,69 km², dân số năm 2006 là 1761 người. Xã này nằm ở khu vực có độ cao trung bình 10 mét trên mực nước biển.

## Biến động dân số
| Năm | 1962 | 1968 | 1975 | 1982 | 1990 | 1999  | 2006  |
| --- | ---- | ---- | ---- | ---- | ---- | ----- | ----- |
| Dân số | 428  | 456  | 541  | 708  | 940  | 1 309 | 1 761 |
| From the year 1962 on: No double counting—residents of multiple communes (e.g. students and military personnel) are counted only once. |      |      |      |      |      |       |       |